# Questo mondo è meraviglioso
Questo mondo è meraviglioso (It's a Wonderful World) è un film del 1939 diretto da W. S. Van Dyke. Sceneggiato e scritto da Ben Hecht, venne girato in 12 giorni.

## Trama
Il detective Johnson arriva per primo sul luogo del delitto e trova vicino al cadavere di una donna una mezza moneta. Il primo indiziato è un suo cliente, e anche lui viene sospettato ed arrestato. Riuscito a fuggire, conosce Edwine e con il suo aiuto si mette alla ricerca dell'altra metà della moneta che lo porterà alla soluzione del caso. Alla fine troverà in Edwine la compagna della vita.